# Björn Envall

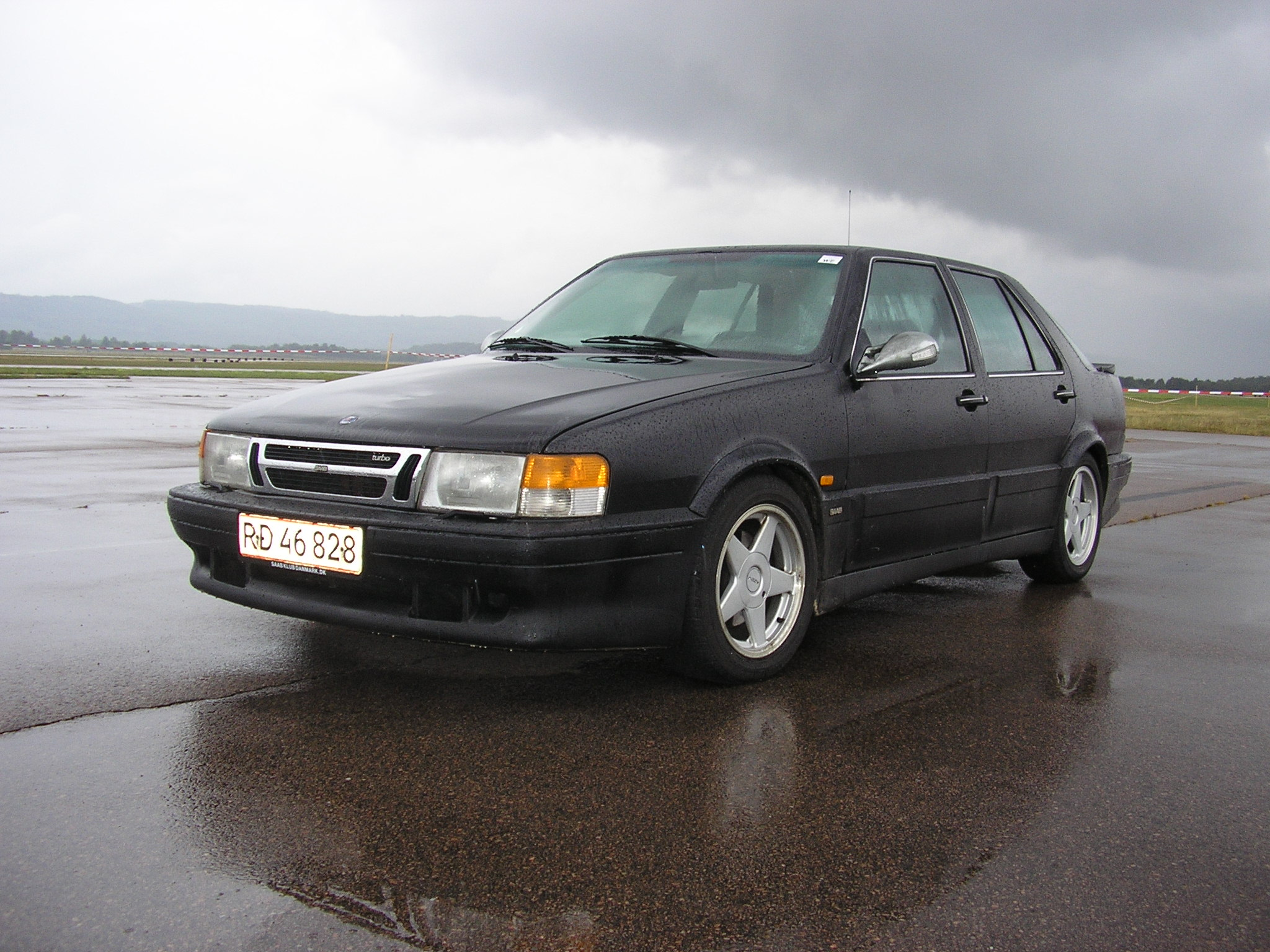
Saab 9000 skapades under Envalls ledning.

Björn Erik Anders Envall, född 21 april 1942 i Göteborg, men uppvuxen i Umeå, är en svensk designer och tidigare chef för Saabs designavdelning. 
Björn Envall började som lärling hos Sixten Sasons designkontor i Solna 1960, samtidigt som han studerade design i Stockholm. Sason var frilansande designer, så förutom design till Saab fick han arbeta med andra stora kunder såsom Husqvarna, Elektrolux, ASJ med flera.
1967 slutade Envall hos Sason och jobbade två år på Opel, men 1969 bestämdes att Saab inte längre skulle förlita sig på externa designer så 1969 anställdes Envall för att bygga upp den egna designavdelningen och ta över efter Sason som gick bort 1967.
Envall ledde tillsammans med sitt designteam Saab-designen vidare från Saab 99 till Saab 900 och Saab 9000. De sista uppdragen var att designa andra generationen Saab 900, både som combi-coupe och cabriolet, innan han slutade som chefsdesigner 1994, då Einar Hareide tog över. 
Envall fortsatte dock att jobba för Saab ända in i det sista, bland annat med en combi-coupé-variant av kommande NG 9-5 under perioden 2006-2008. 
Under 1970-talet skapade Saab under Envalls ledning Combi coupé-versionen av Saab 99 som 1978 blev Saab 900. Inom ramen för samarbetet De fyras klubb stod Giorgetto Giugiaro för huvuddesignen medan Björn Envall "saabifierade" Fiat Croma/Lancia Thema. 
Envall har under senare år engagerat sig i utställningar om Sixten Sason som visats i Trollhättan och Skara.